# Шарль Юго (яхтсмен)
Шарль Юго (фр. Charles Hugo, 19 століття — ) — французький яхтсмен.
Срібний призер Олімпійських Ігор 1900 року в першому запливі в класі 1—2 тонни, бронзовий призер 1900 року в другому запливі в класі 1—2 тонни.